# Jollyville
Jollyville é uma Região censo-designada localizada no estado norte-americano do Texas, no Condado de Travis e Condado de Williamson.

## Demografia
Segundo o censo norte-americano de 2000, a sua população era de 15.813 habitantes.

## Geografia
De acordo com o United States Census Bureau tem uma área de 15,3 km², dos quais 15,3 km² cobertos por terra e 0,0 km² cobertos por água. Jollyville localiza-se a aproximadamente 292 m acima do nível do mar.

## Localidades na vizinhança
O diagrama seguinte representa as localidades num raio de 12 km ao redor de Jollyville.